# Karel Ondra
Karel August Rudolf Ondra (též Karol, Karl či Карл Ондра) (* 18. únorajul./ 1. března 1840greg., Zduńska Wola – 9. ledna 1887) byl rusko-německý baptistický kazatel českého původu.
Narodil se do rodiny potomka českých protestantských exulantů Karla Ondry st. Roku 1863 konvertoval k baptismu a nechal se znovu pokřtít. Studoval na bohosloveckém semináři v Hamburku. Od roku 1866 byl baptistickým kazatelem sboru v Neudorfu (Косяк) na Volyni a zároveň pečoval o sbor v Sorotschinu (Сорочень). Sbory se zdárně rozvíjely navzdory odporu místních luteránů a pravoslavných. Roku 1877 byl vypovězen. Do služby jej povolal baptistický sbor v Lodži, kde byli členy Němci, Poláci i Češi a kde sloužil až do smrti. Pod Ondrovým vedením se sbor zdárně rozvíjel, v roce 1878 měl 252 členů a v březnu téhož roku se plně osamostatnil. Tam také roku 1885 pokřtil Jindřicha Novotného, průkopníka baptismu v českých zemích.
Od roku 1866 byl ženat s Justine, roz. Linkovou.